# Gaspare Bernardo Pianetti
Gaspare Bernardo Pianetti, né le 7 février 1780 à Jesi dans la province d'Ancône, dans l'actuelle région des Marches, alors dans les États pontificaux et mort le 30 janvier 1860 à Rome, est un cardinal et évêque italien du XIXe siècle. 

## Biographie
Gaspare Pianetti est membre de la Curie romaine. Il est nommé évêque de Viterbe et Toscanella (it) le 5 juillet 1826. Il est évêque de 1826 à 1861. 
Le pape Grégoire XVI le crée cardinal in pectore lors du consistoire du 23 décembre 1839. Sa création est publiée le 14 décembre 1840. Il reçoit alors le titre de cardinal-prêtre de San Sisto. 
Il participe au conclave de 1846, lors duquel le pape Pie IX est élu. Il est secrétaire des brefs apostoliques en 1861 et grand chancelier des ordres équestres pontificaux. Il est camerlingue du Sacré Collège en 1861 et 1862.

## Sources
- (it) Académie royale des sciences A.R.S., Histoire de l'Académie royale des sciences avec les mémoires de mathématique et physique,, vol. 1, t. 15, Amsterdam, Charles-Estienne Hochereau, 1762, 1005 p. (lire en ligne)
- (it) Ecclesia Catholica, Annuario pontificio per l’anno 1867, vol. 1868, Rome, Tipografia della R.C.A., 519 p. (lire en ligne)